# Astathes violaceoplagiata
Astathes violaceoplagiata är en skalbaggsart som beskrevs av Stefan von Breuning 1956. Astathes violaceoplagiata ingår i släktet Astathes och familjen långhorningar.
Artens utbredningsområde är Filippinerna. Inga underarter finns listade.